# Mexico Future Series 2019
Die Mexico Future Series 2019 fand vom 26. bis zum 30. Juni 2019 in Guadalajara statt. Es war die erste Austragung dieser internationalen Meisterschaften von Mexiko im Badminton.

## Sieger und Platzierte
| Disziplin     | Gold                                       | Silber                                          | Bronze                                                   |
| ------------- | ------------------------------------------ | ----------------------------------------------- | -------------------------------------------------------- |
| HerreneinzelI | Osleni Guerrero                            | Lino Muñoz                                      | Luis Montoya                                             |
| HerreneinzelI | Osleni Guerrero                            | Lino Muñoz                                      | Sahil Sipani                                             |
| Dameneinzel   | Taymara Oropesa                            | Mariana Ugalde                                  | Sabrina Solis                                            |
| Dameneinzel   | Taymara Oropesa                            | Mariana Ugalde                                  | Nikte Sotomayor                                          |
| Herrendoppel  | Osleni Guerrero Leodannis Martínez         | Andrés López Luis Montoya                       | Arturo Joel Angeles Garcia Sebastian Martinez Cardoso    |
| Herrendoppel  | Osleni Guerrero Leodannis Martínez         | Andrés López Luis Montoya                       | Jonathan Solís Rodolfo Ramírez                           |
| Damendoppel   | Taymara Oropesa Yeily Mari Ortiz Rodriguez | Diana Corleto Soto Nikte Sotomayor              | Nairoby Abigail Jiménez Bermary Altagracia Polanco Muñoz |
| Damendoppel   | Taymara Oropesa Yeily Mari Ortiz Rodriguez | Diana Corleto Soto Nikte Sotomayor              | Jessica Bautista Vanessa Karmine Villalobos Vazquez      |
| Mixed         | Osleni Guerrero Taymara Oropesa            | Luis Montoya Vanessa Karmine Villalobos Vazquez | Leodannis Martínez Yeily Mari Ortiz Rodriguez            |
| Mixed         | Osleni Guerrero Taymara Oropesa            | Luis Montoya Vanessa Karmine Villalobos Vazquez | Arturo Hernández Mariana Ugalde                          |